# Havraň
Havraň är en ort i Tjeckien.   Den ligger i regionen Ústí nad Labem, i den nordvästra delen av landet, 70 km nordväst om huvudstaden Prag. Havraň ligger 236 meter över havet och antalet invånare är 515.
Terrängen runt Havraň är platt. Runt Havraň är det ganska glesbefolkat, med 29 invånare per kvadratkilometer. Närmaste större samhälle är Most, 6,4 km norr om Havraň. Trakten runt Havraň består till största delen av jordbruksmark.